# Liste des monuments historiques protégés en 1938
Cet article recense les monuments historiques français classés ou inscrits en 1938.

## Protections
| Édifice                                                                 | Commune                     | Département         | Région                     | Protection | Base Mérimée                         | Coordonnées                        | Image |
| ----------------------------------------------------------------------- | --------------------------- | ------------------- | -------------------------- | ---------- | ------------------------------------ | ---------------------------------- | ----- |
| Forum : substructions servant de fondations et appelées cryptoportiques | Arles                       | Bouches-du-Rhône    | Provence-Alpes-Côte d'Azur | classé     | « PA00081140 », notice no PA00081140 | 43° 40′ 36″ nord, 4° 37′ 39″ est   |       |
| Hôtel de ville avec le beffroi et le Palais des Podestats               | Arles                       | Bouches-du-Rhône    | Provence-Alpes-Côte d'Azur | classé     | « PA00081155 », notice no PA00081155 | 43° 40′ 36″ nord, 4° 37′ 39″ est   |       |
| Marché de la Grande Boucherie                                           | Arles                       | Bouches-du-Rhône    | Provence-Alpes-Côte d'Azur | inscrit    | « PA00081181 », notice no PA00081181 | 43° 40′ 44″ nord, 4° 37′ 41″ est   |       |
| Oratoire Saint-Marc                                                     | Maussane-les-Alpilles       | Bouches-du-Rhône    | Provence-Alpes-Côte d'Azur | inscrit    | « PA00081382 », notice no PA00081382 | 43° 43′ 22″ nord, 4° 48′ 39″ est   |       |
| Mas de Brau                                                             | Mouriès                     | Bouches-du-Rhône    | Provence-Alpes-Côte d'Azur | classé     | « PA00081386 », notice no PA00081386 | 43° 41′ 26″ nord, 4° 51′ 40″ est   |       |
| Glanum                                                                  | Saint-Rémy-de-Provence      | Bouches-du-Rhône    | Provence-Alpes-Côte d'Azur | classé     | « PA00081444 », notice no PA00081444 | 43° 46′ 26″ nord, 4° 49′ 58″ est   |       |
| Édifice romain Les Antiquités                                           | Salon-de-Provence           | Bouches-du-Rhône    | Provence-Alpes-Côte d'Azur | inscrit    | « PA00081460 », notice no PA00081460 | 43° 37′ 07″ nord, 5° 07′ 25″ est   |       |
| Maison (Maison de l'Epervier)                                           | Caen                        | Calvados            | Normandie                  | classé     | « PA00111183 », notice no PA00111183 |                                    |       |
| Chapelle Notre-Dame-de-Grâce                                            | Équemauville                | Calvados            | Normandie                  | classé     | « PA00111299 », notice no PA00111299 | 49° 25′ 22″ nord, 0° 13′ 18″ est   |       |
| Église Saint-Pierre de Poursac                                          | Poursac                     | Charente            | Nouvelle-Aquitaine         | inscrit    | « PA00104459 », notice no PA00104459 | 45° 57′ 39″ nord, 0° 15′ 30″ est   |       |
| Église Saint-Cybard de Pranzac                                          | Pranzac                     | Charente            | Nouvelle-Aquitaine         | inscrit    | « PA00104460 », notice no PA00104460 | 45° 40′ 15″ nord, 0° 21′ 03″ est   |       |
| Église Sainte-Madeleine de Touvre                                       | Touvre                      | Charente            | Nouvelle-Aquitaine         | inscrit    | « PA00104524 », notice no PA00104524 | 45° 39′ 50″ nord, 0° 15′ 08″ est   |       |
| Église Saint-André de Champagne                                         | Champagne                   | Charente-Maritime   | Nouvelle-Aquitaine         | classé     | « PA00104640 », notice no PA00104640 | 45° 49′ 53″ nord, 0° 54′ 30″ ouest |       |
| Place de l'Église                                                       | Corme-Royal                 | Charente-Maritime   | Nouvelle-Aquitaine         | classé     | « PA00104660 », notice no PA00104660 | 45° 44′ 44″ nord, 0° 48′ 41″ ouest |       |
| Halles de Cozes                                                         | Cozes                       | Charente-Maritime   | Nouvelle-Aquitaine         | inscrit    | « PA00104663 », notice no PA00104663 | 45° 35′ 00″ nord, 0° 49′ 56″ ouest |       |
| Dolmens de la Sauzaie                                                   | Soubise                     | Charente-Maritime   | Nouvelle-Aquitaine         | classé     | « PA00105272 », notice no PA00105272 | 45° 53′ 41″ nord, 0° 59′ 18″ ouest |       |
| Dolmens de la Pierre Levée                                              | La Vallée                   | Charente-Maritime   | Nouvelle-Aquitaine         | classé     | « PA00105290 », notice no PA00105290 | 45° 53′ 18″ nord, 0° 50′ 47″ ouest |       |
| Église Saint-Martin d'Humbligny                                         | Humbligny                   | Cher                | Centre-Val de Loire        | inscrit    | « PA00096813 », notice no PA00096813 | 47° 15′ 15″ nord, 2° 39′ 44″ est   |       |
| Porte Guillaume                                                         | Dijon                       | Côte-d'Or           | Bourgogne-Franche-Comté    | classé     | « PA00112433 », notice no PA00112433 | 47° 19′ 24″ nord, 5° 02′ 05″ est   |       |
| Immeuble                                                                | Dijon                       | Côte-d'Or           | Bourgogne-Franche-Comté    | inscrit    | « PA00112342 », notice no PA00112342 | 47° 19′ 06″ nord, 5° 02′ 08″ est   |       |
| Croix                                                                   | Mâlain                      | Côte-d'Or           | Bourgogne-Franche-Comté    | classé     | « PA00112519 », notice no PA00112519 | 47° 19′ 28″ nord, 4° 47′ 42″ est   |       |
| Croix                                                                   | Sainte-Colombe-en-Auxois    | Côte-d'Or           | Bourgogne-Franche-Comté    | classé     | « PA00112623 », notice no PA00112623 | 47° 25′ 38″ nord, 4° 27′ 30″ est   |       |
| Croix                                                                   | Sainte-Colombe-en-Auxois    | Côte-d'Or           | Bourgogne-Franche-Comté    | classé     | « PA00112624 », notice no PA00112624 | 47° 25′ 37″ nord, 4° 27′ 28″ est   |       |
| Maison du Gouverneur                                                    | Dinan                       | Côtes-d'Armor       | Bretagne                   | classé     | « PA00089126 », notice no PA00089126 | 48° 27′ 21″ nord, 2° 02′ 26″ ouest |       |
| Calvaire dit Croix Dom Jan                                              | Landébia                    | Côtes-d'Armor       | Bretagne                   | classé     | « PA00089241 », notice no PA00089241 | 48° 30′ 57″ nord, 2° 20′ 35″ ouest |       |
| Abbaye de Boquen                                                        | Plénée-Jugon                | Côtes-d'Armor       | Bretagne                   | classé     | « PA00089413 », notice no PA00089413 | 48° 19′ 06″ nord, 2° 26′ 46″ ouest |       |
| Ruines romaines                                                         | Saint-Cast-le-Guildo        | Côtes-d'Armor       | Bretagne                   | classé     | « PA00089608 », notice no PA00089608 | 48° 35′ 39″ nord, 2° 13′ 29″ ouest |       |
| Église Saint-Jean de Saint-Étienne-de-Fursac                            | Saint-Étienne-de-Fursac     | Creuse              | Nouvelle-Aquitaine         | classé     | « PA00100153 », notice no PA00100153 | 46° 07′ 08″ nord, 1° 30′ 32″ est   |       |
| Colonne gallo-romaine de Saint-Martial-le-Mont                          | Saint-Martial-le-Mont       | Creuse              | Nouvelle-Aquitaine         | classé     | « PA00100172 », notice no PA00100172 | 46° 03′ 01″ nord, 2° 05′ 36″ est   |       |
| Dolmen dit la Pierre Folle                                              | Saint-Priest-la-Feuille     | Creuse              | Nouvelle-Aquitaine         | inscrit    | « PA00100190 », notice no PA00100190 | 46° 12′ 23″ nord, 1° 32′ 24″ est   |       |
| Pont des Chouans                                                        | Thouars                     | Deux-Sèvres         | Nouvelle-Aquitaine         | classé     | « PA00101390 », notice no PA00101390 | 46° 58′ 15″ nord, 0° 12′ 53″ ouest |       |
| Église Notre-Dame                                                       | La Chapelle-Faucher         | Dordogne            | Nouvelle-Aquitaine         | inscrit    | « PA00082480 », notice no PA00082480 | 45° 22′ 14″ nord, 0° 45′ 04″ est   |       |
| Château de Château-l'Évêque                                             | Château-l'Évêque            | Dordogne            | Nouvelle-Aquitaine         | inscrit    | « PA00082484 », notice no PA00082484 | 45° 14′ 46″ nord, 0° 41′ 04″ est   |       |
| Chapelle Notre-Dame                                                     | Coulaures                   | Dordogne            | Nouvelle-Aquitaine         | inscrit    | « PA00082501 », notice no PA00082501 | 45° 18′ 23″ nord, 0° 58′ 52″ est   |       |
| Église Notre-Dame                                                       | Lempzours                   | Dordogne            | Nouvelle-Aquitaine         | classé     | « PA00082612 », notice no PA00082612 | 45° 21′ 38″ nord, 0° 49′ 05″ est   |       |
| Maison de Saint-Astier                                                  | Périgueux                   | Dordogne            | Nouvelle-Aquitaine         | inscrit    | « PA00082745 », notice no PA00082745 | 45° 10′ 58″ nord, 0° 43′ 18″ est   |       |
| Hôtel (façades sur rues)                                                | Périgueux                   | Dordogne            | Nouvelle-Aquitaine         | inscrit    | « PA00082759 », notice no PA00082759 | 45° 11′ 05″ nord, 0° 43′ 17″ est   |       |
| Hôtel Salleton                                                          | Périgueux                   | Dordogne            | Nouvelle-Aquitaine         | inscrit    | « PA00082754 », notice no PA00082754 | 45° 11′ 02″ nord, 0° 43′ 28″ est   |       |
| Hôtel de Chilhaud (façade sur cour)                                     | Périgueux                   | Dordogne            | Nouvelle-Aquitaine         | inscrit    | « PA00082760 », notice no PA00082760 | 45° 11′ 06″ nord, 0° 43′ 17″ est   |       |
| Hôtel d'Abzac de La Douze                                               | Périgueux                   | Dordogne            | Nouvelle-Aquitaine         | inscrit    | « PA00082730 », notice no PA00082730 | 45° 11′ 06″ nord, 0° 43′ 20″ est   |       |
| Hôtel de la Monnaie                                                     | Périgueux                   | Dordogne            | Nouvelle-Aquitaine         | inscrit    | « PA00082734 », notice no PA00082734 | 45° 11′ 06″ nord, 0° 43′ 27″ est   |       |
| Restes du prieuré de Badeix                                             | Saint-Estèphe               | Dordogne            | Nouvelle-Aquitaine         | inscrit    | « PA00082827 », notice no PA00082827 | 45° 37′ 02″ nord, 0° 39′ 35″ est   |       |
| Hôtel Bonvalot                                                          | Besançon                    | Doubs               | Bourgogne-Franche-Comté    | inscrit    | « PA00101485 », notice no PA00101485 | 47° 13′ 59″ nord, 6° 01′ 44″ est   |       |
| Église Saint-Maurice                                                    | Besançon                    | Doubs               | Bourgogne-Franche-Comté    | inscrit    | « PA00101472 », notice no PA00101472 | 47° 14′ 09″ nord, 6° 01′ 39″ est   |       |
| Hôpital Saint-Jacques                                                   | Besançon                    | Doubs               | Bourgogne-Franche-Comté    | inscrit    | « PA00101481 », notice no PA00101481 | 47° 14′ 10″ nord, 6° 01′ 12″ est   |       |
| Maison                                                                  | Besançon                    | Doubs               | Bourgogne-Franche-Comté    | inscrit    | « PA00101539 », notice no PA00101539 | 47° 14′ 07″ nord, 6° 01′ 42″ est   |       |
| Hôtel Mareschal                                                         | Besançon                    | Doubs               | Bourgogne-Franche-Comté    | classé     | « PA00101500 », notice no PA00101500 | 47° 14′ 04″ nord, 6° 02′ 01″ est   |       |
| Hôtel Saint-Paul                                                        | Besançon                    | Doubs               | Bourgogne-Franche-Comté    | inscrit    | « PA00101506 », notice no PA00101506 | 47° 14′ 27″ nord, 6° 01′ 12″ est   |       |
| Église Saint-Pierre-et-Saint-Paul de Comps                              | Comps                       | Drôme               | Auvergne-Rhône-Alpes       | classé     | « PA00116920 », notice no PA00116920 | 44° 33′ 14″ nord, 5° 06′ 42″ est   |       |
| Tour de Narbonne                                                        | Montélimar                  | Drôme               | Auvergne-Rhône-Alpes       | classé     | « PA00116993 », notice no PA00116993 | 44° 33′ 36″ nord, 4° 45′ 17″ est   |       |
| Église Saint-Rémi de Gif-sur-Yvette                                     | Gif-sur-Yvette              | Essonne             | Île-de-France              | inscrit    | « PA00087916 », notice no PA00087916 | 48° 42′ 10″ nord, 2° 08′ 08″ est   |       |
| Église Saint-Ouen de Duranville et porte romane de l'Église             | Duranville                  | Eure                | Normandie                  | classé     | « PA00099393 », notice no PA00099393 | 49° 08′ 57″ nord, 0° 30′ 36″ est   |       |
| Chapelle seigneuriale Notre-Dame-de-Pitié d'Illiers-l'Évêque            | Illiers-l'Évêque            | Eure                | Normandie                  | classé     | « PA00099457 », notice no PA00099457 | 48° 49′ 10″ nord, 1° 15′ 48″ est   |       |
| Église Saint-Pierre-et-Saint-Paul du Neubourg                           | Le Neubourg                 | Eure                | Normandie                  | classé     | « PA00099498 », notice no PA00099498 | 49° 08′ 57″ nord, 0° 54′ 11″ est   |       |
| Château de Rosay                                                        | Rosay-sur-Lieure            | Eure                | Normandie                  | inscrit    | « PA00099536 », notice no PA00099536 | 49° 22′ 27″ nord, 1° 26′ 23″ est   |       |
| Église Saint-Hilaire de Clohars-Fouesnant                               | Clohars-Fouesnant           | Finistère           | Bretagne                   | classé     | « PA00089883 », notice no PA00089883 | 47° 53′ 52″ nord, 4° 04′ 02″ ouest |       |
| Cimetière de Locquirec                                                  | Locquirec                   | Finistère           | Bretagne                   | classé     | « PA00090074 », notice no PA00090074 | 48° 41′ 30″ nord, 3° 39′ 22″ ouest |       |
| Maison                                                                  | Quimper                     | Finistère           | Bretagne                   | classé     | « PA00090350 », notice no PA00090350 | 47° 59′ 45″ nord, 4° 06′ 14″ ouest |       |
| Hôtel de Roubin                                                         | Pont-Saint-Esprit           | Gard                | Occitanie                  | inscrit    | « PA00103164 », notice no PA00103164 | 44° 15′ 18″ nord, 4° 39′ 03″ est   |       |
| Hôtel de Baudan                                                         | Uzès                        | Gard                | Occitanie                  | inscrit    | « PA00103274 », notice no PA00103274 | 44° 00′ 40″ nord, 4° 25′ 13″ est   |       |
| Vieux pont du Vigan                                                     | Le Vigan                    | Gard                | Occitanie                  | classé     | « PA00103301 », notice no PA00103301 | 43° 59′ 20″ nord, 3° 36′ 27″ est   |       |
| Château Labottière                                                      | Bordeaux                    | Gironde             | Nouvelle-Aquitaine         | classé     | « PA00083197 », notice no PA00083197 | 44° 51′ 11″ nord, 0° 35′ 21″ ouest |       |
| Château des Quatre-Fils-Aymon                                           | Cubzac-les-Ponts            | Gironde             | Nouvelle-Aquitaine         | inscrit    | « PA00083532 », notice no PA00083532 | 44° 58′ 05″ nord, 0° 27′ 20″ ouest |       |
| Église Saint-Louis                                                      | Huningue                    | Haut-Rhin           | Grand Est                  | inscrit    | « PA00085460 », notice no PA00085460 | 47° 35′ 31″ nord, 7° 35′ 01″ est   |       |
| Monument du général Chérin                                              | Huningue                    | Haut-Rhin           | Grand Est                  | inscrit    | « PA00085462 », notice no PA00085462 | 47° 35′ 38″ nord, 7° 34′ 40″ est   |       |
| Monument du général Abatucci                                            | Huningue                    | Haut-Rhin           | Grand Est                  | inscrit    | « PA00085461 », notice no PA00085461 | 47° 35′ 32″ nord, 7° 35′ 04″ est   |       |
| Chapelle Sainte-Anne                                                    | Sigolsheim                  | Haut-Rhin           | Grand Est                  | inscrit    | « PA00085674 », notice no PA00085674 | 48° 08′ 08″ nord, 7° 18′ 21″ est   |       |
| Langenstein                                                             | Soultzmatt                  | Haut-Rhin           | Grand Est                  | classé     | « PA00085692 », notice no PA00085692 | 47° 57′ 27″ nord, 7° 13′ 15″ est   |       |
| Hôtel de ville de Châteauvillain                                        | Châteauvillain              | Haute-Marne         | Grand Est                  | inscrit    | « PA00079004 », notice no PA00079004 | 48° 02′ 06″ nord, 4° 55′ 07″ est   |       |
| Château de Fromental                                                    | Fromental                   | Haute-Vienne        | Nouvelle-Aquitaine         | classé     | « PA00100316 », notice no PA00100316 | 46° 09′ 36″ nord, 1° 23′ 42″ est   |       |
| Abbaye de l'Escaladieu                                                  | Bonnemazon                  | Hautes-Pyrénées     | Occitanie                  | classé     | « PA00095350 », notice no PA00095350 | 43° 06′ 36″ nord, 0° 15′ 25″ est   |       |
| Maison natale du maréchal Foch                                          | Tarbes                      | Hautes-Pyrénées     | Occitanie                  | classé     | « PA00095430 », notice no PA00095430 | 43° 14′ 03″ nord, 0° 04′ 17″ est   |       |
| Maison de Richelieu                                                     | Bagneux                     | Hauts-de-Seine      | Île-de-France              | inscrit    | « PA00088068 », notice no PA00088068 | 48° 47′ 46″ nord, 2° 18′ 17″ est   |       |
| Hôtel de ville                                                          | Béziers                     | Hérault             | Occitanie                  | inscrit    | « PA00103383 », notice no PA00103383 | 43° 20′ 34″ nord, 3° 12′ 48″ est   |       |
| Porte de la Blanquerie                                                  | Montpellier                 | Hérault             | Occitanie                  | inscrit    | « PA00103608 », notice no PA00103608 | 43° 36′ 53″ nord, 3° 52′ 39″ est   |       |
| Basilique Notre-Dame des Tables                                         | Montpellier                 | Hérault             | Occitanie                  | inscrit    | « PA00103535 », notice no PA00103535 | 43° 36′ 43″ nord, 3° 52′ 46″ est   |       |
| Maison                                                                  | Saint-Guilhem-le-Désert     | Hérault             | Occitanie                  | inscrit    | « PA00103692 », notice no PA00103692 | 43° 44′ 03″ nord, 3° 32′ 59″ est   |       |
| Abbaye de Déols                                                         | Déols                       | Indre               | Centre-Val de Loire        | classé     | « PA00097335 », notice no PA00097335 | 46° 49′ 33″ nord, 1° 42′ 04″ est   |       |
| Chapelle Saint-Jean                                                     | Amboise                     | Indre-et-Loire      | Centre-Val de Loire        | classé     | « PA00097502 », notice no PA00097502 | 47° 25′ 18″ nord, 0° 59′ 39″ est   |       |
| Château du Grand-Pressigny                                              | Le Grand-Pressigny          | Indre-et-Loire      | Centre-Val de Loire        | classé     | « PA00097768 », notice no PA00097768 | 46° 55′ 18″ nord, 0° 48′ 12″ est   |       |
| Abbaye de Beaugerais                                                    | Loché-sur-Indrois           | Indre-et-Loire      | Centre-Val de Loire        | inscrit    | « PA00097818 », notice no PA00097818 | 47° 03′ 13″ nord, 1° 11′ 56″ est   |       |
| Fanum de Marcé-sur-Esves                                                | Marcé-sur-Esves             | Indre-et-Loire      | Centre-Val de Loire        | inscrit    | « PA00097862 », notice no PA00097862 | 47° 02′ 47″ nord, 0° 39′ 19″ est   |       |
| Église Saint-Germain de Parcey                                          | Parcey                      | Jura                | Bourgogne-Franche-Comté    | inscrit    | « PA00101987 », notice no PA00101987 | 47° 01′ 24″ nord, 5° 29′ 01″ est   |       |
| Église Saint-Baumer de Bauzy                                            | Bauzy                       | Loir-et-Cher        | Centre-Val de Loire        | inscrit    | « PA00098332 », notice no PA00098332 | 47° 32′ 05″ nord, 1° 36′ 28″ est   |       |
| Hôtel d'Épernon                                                         | Blois                       | Loir-et-Cher        | Centre-Val de Loire        | inscrit    | « PA00098356 », notice no PA00098356 | 47° 35′ 08″ nord, 1° 19′ 55″ est   |       |
| Hôtel d'Amboise                                                         | Blois                       | Loir-et-Cher        | Centre-Val de Loire        | inscrit    | « PA00098352 », notice no PA00098352 | 47° 35′ 08″ nord, 1° 19′ 54″ est   |       |
| Pont de pierre sur le Sornin                                            | Charlieu                    | Loire               | Auvergne-Rhône-Alpes       | inscrit    | « PA00117461 », notice no PA00117461 | 46° 09′ 22″ nord, 4° 10′ 30″ est   |       |
| Église Notre-Dame de L'Hôpital-sous-Rochefort                           | L'Hôpital-sous-Rochefort    | Loire               | Auvergne-Rhône-Alpes       | classé     | « PA00117497 », notice no PA00117497 | 45° 46′ 26″ nord, 3° 56′ 02″ est   |       |
| Église de l'Assomption-de-la-Vierge de Montarcher                       | Montarcher                  | Loire               | Auvergne-Rhône-Alpes       | classé     | « PA00117514 », notice no PA00117514 | 45° 27′ 33″ nord, 3° 59′ 44″ est   |       |
| Enceinte de Montarcher                                                  | Montarcher                  | Loire               | Auvergne-Rhône-Alpes       | classé     | « PA00117515 », notice no PA00117515 | 45° 27′ 29″ nord, 3° 59′ 44″ est   |       |
| Fontaine de Saint-Bonnet-le-Château                                     | Saint-Bonnet-le-Château     | Loire               | Auvergne-Rhône-Alpes       | inscrit    | « PA00117579 », notice no PA00117579 |                                    |       |
| Église Saint-Ennemond de Verrières-en-Forez                             | Verrières-en-Forez          | Loire               | Auvergne-Rhône-Alpes       | classé     | « PA00117678 », notice no PA00117678 | 45° 34′ 15″ nord, 3° 59′ 50″ est   |       |
| Hôtel O'Riordan                                                         | Nantes                      | Loire-Atlantique    | Pays de la Loire           | classé     | « PA00108750 », notice no PA00108750 | 47° 12′ 34″ nord, 1° 33′ 58″ ouest |       |
| Château des Doyens                                                      | Carennac                    | Lot                 | Occitanie                  | classé     | « PA00095045 », notice no PA00095045 | 44° 55′ 07″ nord, 1° 43′ 56″ est   |       |
| Maison                                                                  | Carennac                    | Lot                 | Occitanie                  | classé     | « PA00095044 », notice no PA00095044 | 44° 55′ 06″ nord, 1° 43′ 59″ est   |       |
| Château de Cieurac                                                      | Cieurac                     | Lot                 | Occitanie                  | classé     | « PA00095059 », notice no PA00095059 | 44° 22′ 12″ nord, 1° 31′ 19″ est   |       |
| Maison Réveillac                                                        | Fons                        | Lot                 | Occitanie                  | classé     | « PA00095089 », notice no PA00095089 | 44° 40′ 07″ nord, 1° 57′ 13″ est   |       |
| Église Notre-Dame-de-l'Annonciation de Lentillac                        | Latouille-Lentillac         | Lot                 | Occitanie                  | classé     | « PA00095130 », notice no PA00095130 | 44° 52′ 03″ nord, 1° 58′ 58″ est   |       |
| Château de Montsoreau                                                   | Montsoreau                  | Maine-et-Loire      | Pays de la Loire           | inscrit    | « PA00109211 », notice no PA00109211 | 47° 12′ 56″ nord, 0° 03′ 44″ est   |       |
| Église paroissiale Saint-Vigor, ancienne abbatiale                      | Cerisy-la-Forêt             | Manche              | Normandie                  | classé     | « PA00110359 », notice no PA00110359 | 49° 11′ 50″ nord, 0° 55′ 57″ ouest |       |
| Hôtel Saint-Pierre                                                      | Le Mont-Saint-Michel        | Manche              | Normandie                  | classé     | « PA00110473 », notice no PA00110473 | 48° 38′ 07″ nord, 1° 30′ 36″ ouest |       |
| Bâtiment voisin de l'hôtel Duguesclin                                   | Le Mont-Saint-Michel        | Manche              | Normandie                  | classé     | « PA00110468 », notice no PA00110468 | 48° 38′ 08″ nord, 1° 30′ 35″ ouest |       |
| Auberge Saint-Pierre                                                    | Le Mont-Saint-Michel        | Manche              | Normandie                  | classé     | « PA00110461 », notice no PA00110461 | 48° 38′ 07″ nord, 1° 30′ 37″ ouest |       |
| Maison Blanche                                                          | Le Mont-Saint-Michel        | Manche              | Normandie                  | classé     | « PA00110486 », notice no PA00110486 | 48° 38′ 08″ nord, 1° 30′ 38″ ouest |       |
| Maison Verte                                                            | Le Mont-Saint-Michel        | Manche              | Normandie                  | classé     | « PA00110508 », notice no PA00110508 | 48° 38′ 08″ nord, 1° 30′ 38″ ouest |       |
| Terrasse de la Maison Rouge                                             | Le Mont-Saint-Michel        | Manche              | Normandie                  | classé     | « PA00110517 », notice no PA00110517 | 48° 38′ 07″ nord, 1° 30′ 40″ ouest |       |
| Couvent des Dames de la Congrégation                                    | Châlons-en-Champagne        | Marne               | Grand Est                  | inscrit    | « PA00078614 », notice no PA00078614 | 48° 57′ 29″ nord, 4° 22′ 08″ est   |       |
| Maison                                                                  | Châlons-en-Champagne        | Marne               | Grand Est                  | inscrit    | « PA00078647 », notice no PA00078647 | 48° 57′ 28″ nord, 4° 21′ 51″ est   |       |
| Chapelle Notre-Dame de Pritz                                            | Laval                       | Mayenne             | Pays de la Loire           | classé     | « PA00109525 », notice no PA00109525 | 48° 05′ 17″ nord, 0° 46′ 36″ ouest |       |
| Château de Void                                                         | Void-Vacon                  | Meuse               | Grand Est                  | inscrit    | « PA00106680 », notice no PA00106680 | 48° 41′ 11″ nord, 5° 37′ 07″ est   |       |
| Tertre tumulaire et les trois menhirs couchés                           | Carnac                      | Morbihan            | Bretagne                   | classé     | « PA00091128 », notice no PA00091128 | 47° 37′ 09″ nord, 3° 04′ 58″ ouest |       |
| Dolmen de Kerourang                                                     | Crac'h                      | Morbihan            | Bretagne                   | classé     | « PA00091165 », notice no PA00091165 | 47° 37′ 06″ nord, 3° 01′ 39″ ouest |       |
| Allée couverte de Luffang Tal er Roch                                   | Crac'h                      | Morbihan            | Bretagne                   | classé     | « PA00091162 », notice no PA00091162 | 47° 36′ 48″ nord, 3° 01′ 29″ ouest |       |
| Dolmen de Mané-Rohenezel                                                | Crac'h                      | Morbihan            | Bretagne                   | classé     | « PA00091166 », notice no PA00091166 | 47° 37′ 48″ nord, 2° 58′ 04″ ouest |       |
| Dolmen de la Mare                                                       | Crac'h                      | Morbihan            | Bretagne                   | classé     | « PA00091167 », notice no PA00091167 | 47° 36′ 51″ nord, 3° 00′ 18″ ouest |       |
| Dolmen à galerie dans la base d'un tumulus circulaire à Kerdaniel       | Locmariaquer                | Morbihan            | Bretagne                   | classé     | « PA00091381 », notice no PA00091381 | 47° 36′ 00″ nord, 2° 58′ 38″ ouest |       |
| Dolmen de Kerdaniel                                                     | Locmariaquer                | Morbihan            | Bretagne                   | classé     | « PA00091382 », notice no PA00091382 | 47° 36′ 01″ nord, 2° 58′ 37″ ouest |       |
| Menhir couché du Bronso                                                 | Locmariaquer                | Morbihan            | Bretagne                   | classé     | « PA00091389 », notice no PA00091389 | 47° 34′ 12″ nord, 2° 56′ 51″ ouest |       |
| Vestiges gallo-romains                                                  | Metz                        | Moselle             | Grand Est                  | classé     | « PA00106921 », notice no PA00106921 | 49° 07′ 16″ nord, 6° 10′ 42″ est   |       |
| Croix de Dun-sur-Grandry                                                | Dun-sur-Grandry             | Nièvre              | Bourgogne-Franche-Comté    | inscrit    | « PA00112889 », notice no PA00112889 | 47° 04′ 58″ nord, 3° 47′ 32″ est   |       |
| Voie romaine d'Autun à Orléans                                          | Ouroux-en-Morvan            | Nièvre              | Bourgogne-Franche-Comté    | classé     | « PA00112981 », notice no PA00112981 | 47° 12′ 20″ nord, 3° 55′ 21″ est   |       |
| Croix de l'ancien cimetière                                             | Beaulandais                 | Orne                | Normandie                  | inscrit    | « PA00110738 », notice no PA00110738 | 48° 32′ 39″ nord, 0° 32′ 39″ ouest |       |
| Croix de l'ancien cimetière                                             | Champsecret                 | Orne                | Normandie                  | inscrit    | « PA00110769 », notice no PA00110769 | 48° 36′ 33″ nord, 0° 33′ 03″ ouest |       |
| Pierre Procureuse                                                       | Saint-Cyr-la-Rosière        | Orne                | Normandie                  | classé     | « PA00110915 », notice no PA00110915 | 48° 18′ 00″ nord, 0° 38′ 10″ est   |       |
| Pierre au Bordeu                                                        | Tournai-sur-Dive            | Orne                | Normandie                  | classé     | « PA00110961 », notice no PA00110961 | 48° 48′ 03″ nord, 0° 02′ 29″ est   |       |
| Pavillon de chasse du duc de Guise                                      | 12e arrondissement de Paris | Paris               | Île-de-France              | inscrit    | « PA00086587 », notice no PA00086587 | 48° 50′ 36″ nord, 2° 23′ 29″ est   |       |
| Hôtel de Cambacérès                                                     | 7e arrondissement de Paris  | Paris               | Île-de-France              | inscrit    | « PA00088701 », notice no PA00088701 | 48° 51′ 26″ nord, 2° 19′ 43″ est   |       |
| Hôtel de Mailly-Nesle                                                   | 7e arrondissement de Paris  | Paris               | Île-de-France              | inscrit    | « PA00088720 », notice no PA00088720 | 48° 51′ 33″ nord, 2° 19′ 48″ est   |       |
| Église Sainte-Marie du Boulou                                           | Le Boulou                   | Pyrénées-Orientales | Occitanie                  | classé     | « PA00103970 », notice no PA00103970 | 42° 31′ 27″ nord, 2° 50′ 05″ est   |       |
| Maison natale du maréchal Joffre                                        | Rivesaltes                  | Pyrénées-Orientales | Occitanie                  | inscrit    | « PA00104108 », notice no PA00104108 | 42° 46′ 12″ nord, 2° 52′ 26″ est   |       |
| Remparts                                                                | Villefranche-de-Conflent    | Pyrénées-Orientales | Occitanie                  | classé     | « PA00104152 », notice no PA00104152 | 42° 35′ 11″ nord, 2° 21′ 58″ est   |       |
| Château de Chazay                                                       | Chazay-d'Azergues           | Rhône               | Auvergne-Rhône-Alpes       | inscrit    | « PA00117741 », notice no PA00117741 | 45° 52′ 30″ nord, 4° 42′ 52″ est   |       |
| Palais Saint-Pierre (actuel musée des beaux-arts)                       | 1er arrondissement          | Rhône               | Auvergne-Rhône-Alpes       | classé     | « PA00117981 », notice no PA00117981 | 45° 46′ 01″ nord, 4° 50′ 01″ est   |       |
| Immeubles                                                               | 5e arrondissement           | Rhône               | Auvergne-Rhône-Alpes       | inscrit    | « PA00117873 », notice no PA00117873 | 45° 45′ 40″ nord, 4° 49′ 34″ est   |       |
| Immeuble                                                                | 5e arrondissement           | Rhône               | Auvergne-Rhône-Alpes       | inscrit    | « PA00117863 », notice no PA00117863 | 45° 45′ 52″ nord, 4° 49′ 41″ est   |       |
| Immeuble                                                                | Chalon-sur-Saône            | Saône-et-Loire      | Bourgogne-Franche-Comté    | inscrit    | « PA00113161 », notice no PA00113161 | 46° 46′ 53″ nord, 4° 51′ 20″ est   |       |
| Église Notre-Dame de Lys                                                | Chissey-lès-Mâcon           | Saône-et-Loire      | Bourgogne-Franche-Comté    | inscrit    | « PA00113215 », notice no PA00113215 | 46° 31′ 45″ nord, 4° 43′ 57″ est   |       |
| Chapelle Sainte-Bénédicte de Domange                                    | Igé                         | Saône-et-Loire      | Bourgogne-Franche-Comté    | classé     | « PA00113296 », notice no PA00113296 | 46° 24′ 11″ nord, 4° 44′ 35″ est   |       |
| Maison d'Adam et Ève                                                    | Le Mans                     | Sarthe              | Pays de la Loire           | inscrit    | « PA00109831 », notice no PA00109831 | 48° 00′ 28″ nord, 0° 11′ 47″ est   |       |
| Chapelle Notre-Dame-de-Belleville                                       | Hauteluce                   | Savoie              | Auvergne-Rhône-Alpes       | classé     | « PA00118261 », notice no PA00118261 | 45° 46′ 21″ nord, 6° 37′ 24″ est   |       |
| Maison des Trois Pignons                                                | Provins                     | Seine-et-Marne      | Île-de-France              | inscrit    | « PA00087221 », notice no PA00087221 | 48° 33′ 45″ nord, 3° 17′ 15″ est   |       |
| Église Saint-Vivien de Bruyères-sur-Oise                                | Bruyères-sur-Oise           | Val-d'Oise          | Île-de-France              | classé     | « PA00080011 », notice no PA00080011 | 49° 09′ 25″ nord, 2° 19′ 53″ est   |       |
| Tombe de Jacques comte de Monthiers                                     | Nucourt                     | Val-d'Oise          | Île-de-France              | classé     | « PA00080148 », notice no PA00080148 | 49° 09′ 47″ nord, 1° 50′ 38″ est   |       |
| Croix de cimetière de Puiseux-Pontoise                                  | Puiseux-Pontoise            | Val-d'Oise          | Île-de-France              | classé     | « PA00080179 », notice no PA00080179 | 49° 03′ 27″ nord, 2° 01′ 05″ est   |       |
| Église Notre-Dame de Saint-Clair-sur-Epte                               | Saint-Clair-sur-Epte        | Val-d'Oise          | Île-de-France              | classé     | « PA00080191 », notice no PA00080191 | 49° 12′ 23″ nord, 1° 40′ 46″ est   |       |
| Croix de cimetière de Santeuil                                          | Santeuil                    | Val-d'Oise          | Île-de-France              | classé     | « PA00080206 », notice no PA00080206 | 49° 07′ 34″ nord, 1° 57′ 08″ est   |       |
| Croix de l'Ormeteau-Marie                                               | Théméricourt                | Val-d'Oise          | Île-de-France              | classé     | « PA00080212 », notice no PA00080212 | 49° 05′ 11″ nord, 1° 53′ 41″ est   |       |
| Maison                                                                  | Villiers-le-Bel             | Val-d'Oise          | Île-de-France              | inscrit    | « PA00080236 », notice no PA00080236 | 49° 00′ 24″ nord, 2° 23′ 16″ est   |       |
| Oratoire des Béguines                                                   | Nans-les-Pins               | Var                 | Provence-Alpes-Côte d'Azur | inscrit    | « PA00081683 », notice no PA00081683 | 43° 20′ 42″ nord, 5° 46′ 22″ est   |       |
| Menhirs de Veyssières                                                   | Saint-Raphaël               | Var                 | Provence-Alpes-Côte d'Azur | classé     | « PA00081716 », notice no PA00081716 | 43° 27′ 01″ nord, 6° 49′ 09″ est   |       |
| Gymnase romain d'Orange                                                 | Orange                      | Vaucluse            | Provence-Alpes-Côte d'Azur | classé     | « PA00082102 », notice no PA00082102 | 44° 08′ 08″ nord, 4° 48′ 28″ est   |       |
| Rempart romain d'Orange                                                 | Orange                      | Vaucluse            | Provence-Alpes-Côte d'Azur | classé     | « PA00082107 », notice no PA00082107 | 44° 07′ 56″ nord, 4° 48′ 16″ est   |       |
| Prieuré de Laverré                                                      | Aslonnes                    | Vienne              | Nouvelle-Aquitaine         | inscrit    | « PA00105339 », notice no PA00105339 | 46° 28′ 10″ nord, 0° 18′ 56″ est   |       |
| Église Saint-Martin de Bournand                                         | Bournand                    | Vienne              | Nouvelle-Aquitaine         | inscrit    | « PA00105364 », notice no PA00105364 | 47° 05′ 10″ nord, 0° 04′ 38″ est   |       |
| Borne milliaire de Cenon-sur-Vienne                                     | Cenon-sur-Vienne            | Vienne              | Nouvelle-Aquitaine         | inscrit    | « PA00105373 », notice no PA00105373 | 46° 46′ 25″ nord, 0° 32′ 11″ est   |       |
| Commanderie d'Auzon                                                     | Châtellerault               | Vienne              | Nouvelle-Aquitaine         | classé     | « PA00105398 », notice no PA00105398 | 46° 47′ 50″ nord, 0° 32′ 35″ est   |       |
| Église Saint-Maurice de Saint-Maurice-la-Clouère                        | Saint-Maurice-la-Clouère    | Vienne              | Nouvelle-Aquitaine         | classé     | « PA00105702 », notice no PA00105702 | 46° 22′ 36″ nord, 0° 24′ 37″ est   |       |
| Croix de carrefour                                                      | Frenelle-la-Grande          | Vosges              | Grand Est                  | classé     | « PA00107170 », notice no PA00107170 | 48° 21′ 27″ nord, 6° 05′ 23″ est   |       |
| Croix-calvaire de Lasson                                                | Lasson                      | Yonne               | Bourgogne-Franche-Comté    | classé     | « PA00113725 », notice no PA00113725 | 48° 03′ 30″ nord, 3° 49′ 04″ est   |       |
| Polissoir des Fainéants                                                 | Noé                         | Yonne               | Bourgogne-Franche-Comté    | classé     | « PA00113760 », notice no PA00113760 | 48° 08′ 55″ nord, 3° 23′ 02″ est   |       |
| Croix Saint-Michel de L'Étang-la-Ville                                  | L'Étang-la-Ville            | Yvelines            | Île-de-France              | classé     | « PA00087429 », notice no PA00087429 | 48° 52′ 11″ nord, 2° 02′ 31″ est   |       |
| Église Notre-Dame de Jambville                                          | Jambville                   | Yvelines            | Île-de-France              | classé     | « PA00087460 », notice no PA00087460 | 49° 02′ 43″ nord, 1° 51′ 12″ est   |       |